# Yttersta Långskär
Yttersta Långskär är en ö i Åland (Finland). Det ligger i Skärgårdshavet och i kommunen Brändö i den ekonomiska regionen  Brändö i landskapet Åland, i den sydvästra delen av landet. Ön ligger omkring 72 kilometer nordöst om Mariehamn och omkring 220 kilometer väster om Helsingfors.
Öns area är 17,7 hektar och dess största längd är 0,8 kilometer i nord-sydlig riktning.